# Guapimirim
Guapimirim es un municipio localizado en el estado brasileño de Río de Janeiro. Su población era de 51.487 (2010) y su área es de 361 km². Dentro de este municipio se encuentra el parque nacional Serra dos Órgãos, el punto turístico más famoso es el pico Dedo de Deus.
El nombre "Guapimirim" tiene su origen en un campamento indígena que vivía en torno de una naciente de río de la región del Vale das Pedrinhas. Cuando fue oficialmente fundada en 1674, la localidad cambió de nombre a "Nossa Senhora d'Ajuda de Aguapeí Mirim". Con el tiempo, el topónimo fue abreviado para "Guapimirim". Por lo tanto, el topónimo actual "Guapimirim" es originario del término tupí agûapé'ymirim, que significa "río pequeño de los aguapés" (agûapé, aguapé + 'y, río + mirim, pequeño).